# Hexatoma setifera
Hexatoma setifera là một loài ruồi trong họ Limoniidae. Chúng phân bố ở miền Australasia.